# ناقوس برای دختر جان وایتساید
ناقوس برای دختر جان وایتساید مرثیه‌ای است از جان كرو رانسوم که در سال 1924 چاپ شد. این اثر برای اولین بار در مجموعه شعری با عنوان "تب و لرز" در سال 1924 جمع آوری شد و اکنون به عنوان مشهورترین اثر او شناخته می‌شود. این شعر پنج بندی به تأثیر مرگ غیرمنتظره بر زندگی می‌پردازد. شعر، از مرگ یک دختر جوان پرانرژی که اکنون ساکت شده است می‌گوید.